# Flinders-Group-Nationalpark
Der Flinders-Group-Nationalpark (engl.: Flinders Group National Park) ist ein Nationalpark im Nordosten des australischen Bundesstaates Queensland. Die Flinders Group besteht aus sieben Inseln im Westen der Bathurst Bay. Dies sind Flinders Island, Stanley Island, Blackwood Island, Maclear Island, Denham Island, King Island und Clack Island.

## Lage
Er liegt 1745 Kilometer nordwestlich von Brisbane und 160 Kilometer nordwestlich von Cooktown an der Ostküste der Kap-York-Halbinsel.
In der Nachbarschaft liegen die Nationalparks Cape Melville, Lama Lama, Cliff Island, Marpa und Claremont Isles.

## Geländeformen
Alle Inseln bestehen aus Sandstein und haben Felsküsten, Hügel, Felsstufen und auch Sanddünen. Vor den Küsten liegen Korallenriffe.

## Flora und Fauna
Die Felsen sind mit einer guten Mischung aus tropischem Regenwald, Grasland und Küstenheideland bewachsen. In den Wattgebieten finden sich Mangrovenwälder und Salzpfannen. Vor den Küsten gibt es ausgedehnte Seegrasfelder.
Auf den Inseln nisten viele verschiedene Land- und Wasservögel.

## Geschichte
Die Aborigines auf den Inseln und im angrenzenden Cape-Melville-Nationalpark nennen sich Yiithuwarra (dt. Salzwassermenschen). Ihre lange Tradition bis zu den ersten Kontakten mit den Europäern lässt sich an Felszeichnungen ablesen.

## Zufahrt und Einrichtungen
Die Inseln sind ausschließlich mit Schiffen und Booten erreichbar. Etliche Kreuzfahrtschiffe, die von Cairns aus starten, legen einen Stopp an den Inseln ein.
Zelten im Park ist gestattet. Einfache Einrichtungen, wie Trockentoiletten, Unterstände, Picknicktische und Wassertanks sind vorhanden.